# Józef Kański
Józef Kański (* 21. Oktober 1928 in Warschau; † 19. August 2023 ebenda) war ein polnischer Musikkritiker.
Kański studierte an der Universität Warschau von 1946 bis 1948 klassische Philologie und von 1948 bis 1954 Musikwissenschaft bei Zofia Lissa und Józef Michał Chomiński. Daneben studierte er an der Staatlichen Musikhochschule Warschau Musiktheorie und Komposition bei Piotr Rytel und Jan Adam Maklakiewicz sowie Klavier bei Marcelina Kimontt-Jacynowa und Józef Śmidowicz.
Von 1953 bis 1979 war er Redakteur für Opernmusik beim Polnischen Rundfunk. Ab 1955 arbeitete er als Musikrezensent für die Zeitschrift Trybuna Ludu, ab 1966 schrieb er für die englische Zeitschrift Opera über das Opernleben in Polen. 1955 wurde er Vorstandsmitglied der Programmkommission der Fryderyk-Chopin-Gesellschaft. Von 1976 bis 1978 gab er Vorlesungen zur Musikkritik an der Musikakademie Warschau. Er verfasste auch einen Opernführer.